# إلسا لين
إلسا لين (بالصينية: 林玉婷؛ بالإنجليزية: Elsa Lin) هي مغنية سنغافورية، ولدت في 1979.